# Bullstr. Whitelockes dag-bok öfver dess ambassade til Sverige åren 1653 och 1654
Bullstr. Whitelockes dag-bok öfver dess ambassade til Sverige åren 1653 och 1654 (i engelsk original: A Journal of the Swedish Embassy in the years 1653 and 1654) är utdrag ur dagböcker som skrevs av Bulstrode Whitelocke från en vistelse i Sverige 1653–1654 och som utgavs 1772.
Efter en av Charles Morton utgiven första upplaga i Storbritannien 1772 har en ny, utvidgad upplaga av Henry Reeve givits ut 1855. I Sverige gavs på Gustav III:s order boken ut i en översättning till 1777. Översättningen, av originalboken i urval, gjordes av Uno von Troil och trycktes i Uppsala.
Bulstrode Whitelocke sändes till drottning Kristinas hov i Stockholm av Oliver Cromwell som engelskt sändebud 1653.
Han reste till sjöss och ankom till Göteborg den 15 november 1653 i sällskap med 100 medföljande personer i sex fartyg: två av hans söner, två präster, en läkare, en apotekare, tre adelsmän, sekreterare och tjänare. I bagaget ingick ståtliga vagnar och hästar. Han mottogs i Göteborg av landshövding och magistrat. Han reste därifrån den 30 november med drottning Kristinas hov i Uppsala som mål. Han rekvirerade ytterligare 100 vagnar och 100 ridhästar för resan. Sällskapet passerade Skara den 4 december, Örebro, Västerås och slottet Salnecke och kom till Uppsala den 20 december. Utanför staden tog Whitelocke plats i drottning Kristinas utsända vagn, som drogs av sex vita hästar. Han inkvarterades hos köpmannen Claes Edens trevånings stenhus vid Uppsala torg. Rummen i en övre våning hade för ändamålet inretts praktfullt. Han tog med hänsyn till dennes ålder emot rikskanslern Axel Oxenstierna i en provisoriskt inredd lokal på nedre botten.
I Uppsala träffade Whitelocke drottning Kristina första gången på julafton. Efter förhandlingar under föråret slöts den 11 april en vänskaps- och handelstraktat och Whitelocke lämnade landet i juni 1654.